# Нижняя Серафимовка
Нижняя Серафимовка (кирг. Төмөнкү Серафимовка) — село в Ысык-Атинском районе Чуйской области Кыргызстана. Входит в состав Тузского аильного округа. Код СОАТЕ — 41708 206 870 04 0.

## География
Село расположено в центральной части области, севернее Киргизского хребта, на расстоянии приблизительно 12 километров (по прямой) к югу от города Кант, административного центра района. Абсолютная высота — 1060 метров над уровнем моря.

## Население
| год     | 2009 | 2014 | 2015 |
| ------- | ---- | ---- | ---- |
| человек | 1281 | 1069 | 942  |